# 9-й окремий стрілецький батальйон (Україна)

9-й окремий стрілецький батальйон (9 ОСБ) — відібране елітне добровольче українське військове формування підпорядковане Збройним Силам України, тимчасово приписане до територіальної оборони для повної укомплектації у складі оперативного командування «Південь». З вересня 2023 року окремий батальйон 57 окремої мотопіхотної бригади ім. Костя Гордієнка.

## Історія
Батальйон був соформований 1 березня 2022 року. До травня місяця бійці батальйону проходили злагодження та базову військову підготовку. З травня 2022 року батальйон вів бої в околицях населених пунктів Тошківка, Устимівка, Лисичанськ, Северодонецк та Вовчоярівка. З червня 2022 брав участь в контрнаступі на Херсонщині. В березні 2023 року батальйон вів бойові дії в місті Бахмут, Донецької області. З вересня 2023 року, являється окремим батальйоном 57 окремої мотопіхотної бригади ім. Костя Гордієнка. З середини вересня 2023 року вів бої в Макіївці та Невському, Луганської області. На кінець 2023 року та початок 2024 року вів бойові дії на Харківщині в околицях населених пунктів Синьківка та Лиман Перший. З травня 2024 року батальйон веде бойові дії в місті Вовчанськ.

## Структура
- управління (штаб) батальйону
- 3 стрілецькі роти
- кулеметний взвод
- зенітно-ракетний взвод
- мінометний взвод
- взвод протитанкових керованих ракет
- протитанковий взвод
- розвідувальний взвод
- польовий вузол зв'язку
- інженерно-саперний взвод
- взвод БпАК
- взвод матеріального забезпечення
- взвод технічного забезпечення
- контрольно-технічний пункт
- медичний пункт
- клуб

- чисельність батальйону 680 особ
- озброєння: ЗУ-23-2, 82-мм міномет 2Б9 «Волошка», РПГ-7, АК, ПМ
- техніка: автомобільна

Командир батальйону майор Макада Євгеній 

## Втрати
1. 31 серпня 2022 року в районі населеного пункту Петрівка Херсонської області загинув Ласкурик Віталій Володимирович, солдат, стрілець-помічник гранатометника[1].
2. 29 квітня 2025 року поблизу населеного пункту Вовчанськ Чугуївського району Харківської області загинув командир кулеметного відділення кулеметного взводу Гук Олексій Олександрович, старший солдат
3. 10 березня 2024 року поблизу населеного пункту Синьківка Куп’янського району Харківської області загинув стрілець-помічник гранатометника 1 стрілецького відділення 1 стрілецького взводу 3 стрілецької роти Білоус Олександр Іванович, солдат[2]